# برت سولومون
برت سولومون (انگلیسی: Bert Solomon; ۸ march ۱۸۸۵ – ۳۰ ژوئن ۱۹۶۱ (۷۶ ساله)) بازیکن راگبی ۱۵ نفره اهل بریتانیا بود.
وی در مسابقات کشوری و بین‌المللی در مجموع برندهٔ ۱ مدال نقره شده‌است.